# Tankboy
 (mars 2025).
Motif : Je ne vois pas trop les sources montrant la notoriété.
- Archive Wikiwix
- Bing
- Cairn
- DuckDuckGo
- E. Universalis
- Gallica
- Google
- G. Books
- G. News
- G. Scholar
- Persée
- Qwant
- (zh) Baidu
- (ru) Yandex
- (wd) trouver des œuvres sur Wikidata

| 1. | Préciser le motif de la pose du bandeau. | Précisez le motif de la pose du bandeau en utilisant la syntaxe suivante : {{admissibilité à vérifier\|date=mars 2025\|motif=remplacez ce texte par le motif}}               |
| 2. | Informer les utilisateurs concernés.     | Pensez à avertir le créateur de l'article, par exemple, en insérant le code ci-dessous sur sa page de discussion : {{subst:avertissement admissibilité à vérifier\|Tankboy}} |

 (mars 2025).
Tankboy (coréen : 탱크보이) est une crème glacée sud-coréenne produite par la société Haetae Ice et lancée en 1997.

## Goûts
Ce dessert a été lancé pour la première fois en 1997 avec trois saveurs : poire, raisin et pomme. En 1999, une nouvelle saveur cola a été introduite, mais à l'exception de la saveur poire, les autres ont rapidement été retirées du marché. Jusqu'aux années 2010, seule la saveur poire est restée disponible, avant l'introduction de nouvelles variantes comme le citron et le yuzu, cette dernière ayant été disponible en édition limitée chez GS25.

## Publicité
En 2024, la marque a collaboré avec le jeu mobile Fortress M. Un personnage unique à l’apparence similaire à une poire a été incorporé au jeu pour l’occasion.